# Shawn Porter
Shawn Porter (* 27. Oktober 1987 in Akron, Ohio) ist ein US-amerikanischer Profiboxer, ehemaliger Weltmeister der IBF und ehemaliger Weltmeister der WBC im Weltergewicht.

## Amateurkarriere
Er begann im Alter von acht Jahren mit dem Boxen, siegte als Amateur in 276 von 290 Kämpfen und gewann als Jugendlicher die National Silver Gloves, die National Junior Olympics, zweimal die National Junior Golden Gloves, die US-amerikanischen U19-Meisterschaften und die Pan Am Cadets World Championships. Im Mittelgewicht der Elite-Klasse (Erwachsene), gewann er 2007 die National Golden Gloves und die World Golden Gloves Championships. Weitere Erfolge in der Elite-Klasse waren der zweite Platz bei den US-Meisterschaften 2006 und 2007, sowie der dritte Platz bei der US-amerikanischen Olympiaqualifikation 2007 in Houston. In seinem Kampfrekord befindet sich auch ein Sieg gegen den Weltmeister Demetrius Andrade, sowie eine Niederlage gegen den Olympiasieger James DeGale.
Zudem war er Teilnehmer der Juniorenweltmeisterschaften 2006 in Agadir (Viertelfinale) und der Panamerikanischen Spiele 2007 in Rio de Janeiro (Achtelfinale, Niederlage gegen Emilio Correa). 2008 war er Mitglied in der US-Olympiamannschaft für die Sommerspiele in Peking, kam jedoch nicht zum Einsatz.

## Profikarriere
Im Oktober 2008 unterzeichnete er seinen Profivertrag bei Prize Fight Promotions und gewann seinen ersten Kampf durch t.K.o. in der ersten Runde gegen Norman Johnson (Kampfrekord: 1 Sieg – 2 Niederlagen). Nach zehn weiteren Aufbausiegen, davon neun vorzeitig, besiegte er im Dezember 2009 den ebenfalls ungeschlagenen New Yorker Jamar Patterson (8-0) durch t.K.o. in der vierten Runde.
In folgenden Ausscheidungskämpfen besiegte er unter anderem Raúl Pinzón (17-4) und Ray Robinson (11-1), boxte am 15. Oktober 2010 in Miami um die Nordamerikanische Meisterschaft der NABF und gewann das Duell durch t.K.o. in der neunten Runde gegen Héctor Muñoz (18-3).
Am 18. Februar 2011 kämpfte er beim ersten Live im TV übertragenen 3D-Boxevent gegen Anges Adjaho (25-4) und gewann den Kampf in Maryland einstimmig nach Punkten. Nach einem folgenden K.-o.-Sieg, besiegte er auch den Mexikaner Alfonso Gómez (23-5) einstimmig. Sein anschließender Kampf gegen Ex-Weltmeister Julio Díaz (40-8) endete im Dezember 2012 mit einem Unentschieden.
Im Mai 2013 konnte er sich einstimmig nach Punkten gegen den Kanadier Phil Lo Greco (25-0) durchsetzen und bezwang knapp vier Monate später auch Julio Díaz in einem Rückkampf durch einstimmige Punktwertung.
Am 7. Dezember 2013 boxte er in Brooklyn um die Weltmeisterschaft der IBF und bezwang dabei den Titelträger Devon Alexander (25-1) einstimmig nach Punkten. In seiner ersten Titelverteidigung am 19. April 2014 in Washington, besiegte er Paul Malignaggi (33-5) durch t.K.o. in der vierten Runde.
Am 16. August 2014 verlor er den Titel durch Punktniederlage an Kell Brook (32-0). Im März 2015 folgte ein K.-o.-Sieg gegen Erick Bone (16-1). Am 20. Juni 2015 besiegte er Adrien Broner (30-1) einstimmig nach Punkten. Beim Kampf um die WBA-Weltmeisterschaft im Weltergewicht am 25. Juni 2016, verlor er nach Punkten gegen Keith Thurman (26-0). Einen weiteren Sieg errang er im April 2017 gegen Andre Berto (31-4).
Am 8. September 2018 besiegte er Danny García (34-1) beim Kampf um den WBC-Titel im Weltergewicht. Im März 2019 gewann er seine erste Titelverteidigung nach Punkten gegen Yordenis Ugás (23-3). Am 28. September 2019 verlor er den Gürtel durch eine Punkteniederlage an Errol Spence (25-0).
Am 20. November 2021 boxte er um den Weltmeistertitel der WBO und verlor durch TKO in der zehnten Runde gegen Terence Crawford (37-0).